# Egestas
Egestas is een geslacht van weekdieren uit de klasse van de Gastropoda (slakken).

## Soorten
- Egestas fenestrata (Suter, 1917) †
- Egestas tricordata (Beu, 1970) †
- Egestas waitei (Suter, 1909)